# Bamyan (huyện)
Bamyan là một huyện thuộc tỉnh Bamian, Afghanistan. Dân số thời điểm năm 1999 là 67,548 người.